# Matthias Beckmann (Zeichner)

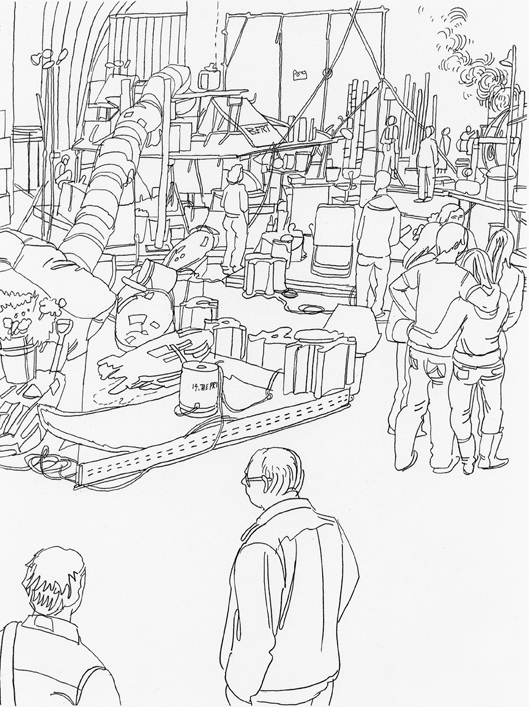
Matthias Beckmann: Jason Rhoades, aus der Serie Flick Collection, 2004, Bleistift auf Papier, 35,5 × 26,8 cm

Matthias Beckmann (* 6. Mai 1965 in Arnsberg) ist ein deutscher Zeichner und Grafiker. 

## Werdegang
Von 1984 bis 1990 studierte Matthias Beckmann an der Kunstakademie Düsseldorf und war Meisterschüler von Franz Eggenschwiler. Von 1990 bis 1992 folgte ein Aufbaustudium an der Staatlichen Akademie der Bildenden Künste Stuttgart bei Rudolf Schoofs. 1998 erhielt er ein Stipendium der Stiftung Kunstfonds Bonn und 1999 das Casa-Baldi-Stipendium. 2001 war er mit einem Stipendium des Landes Nordrhein-Westfalen in Paris. 2010 erhält Matthias Beckmann den Albert Stuwe-Preis für Zeichnung.
Matthias Beckmann ist Mitglied im Deutschen Künstlerbund sowie mit Jörg Mandernach und Uwe Schäfer Mitglied der Künstlergruppe Die Weissenhofer. Er lebt in Berlin.

## Werk
Beckmann setzt sich in seinen Zeichenserien mit Orten und Institutionen auseinander. Die detailreichen, linearen Bleistiftzeichnungen entstehen ohne fotografische Hilfsmittel vor dem Motiv. Der Deutsche Bundestag in Berlin, Kölns romanische Kirchen, das Fraunhofer-Institut in Stuttgart, ein süddeutsches Automobilwerk, Kunst- und Wunderkammern in Deutschland und Österreich sowie verschiedene Museen und Sammlungen sind die Schauplätze der Bildfolgen, die mit gestalterischen Mitteln des Films und der Fotografie wie Zoom, ungewöhnlichen Ausschnitten, Perspektivwechseln, Auf- und Untersichten arbeiten. Mit  Sinn für Humor konfrontiert er das öffentliche Repräsentationsbedürfnis mit Beobachtungen aus dem Alltag. Sein sachlicher Zeichenstil kennt dabei keine Hierarchien oder die Unterscheidung von Bedeutendem und Unbedeutendem. Die Skulptur im Museum ist ebenso wichtig wie der Feuerlöscher, der Klappstuhl wird genauso ernst genommen wie das Weihwasserbecken und der schlecht sitzenden Hose des Journalisten widmet er die gleiche Aufmerksamkeit wie dem Gesicht des interviewten Politikers.
2008 entstand Beckmanns erster Zeichentrickfilm Keine Tricks. In Zusammenarbeit mit dem Berliner Schriftsteller Christoph Peters erschien 2009 im Luchterhand Verlag das Bilderbuch Minga verzaubert die Welt, dem weitere gemeinsame Projekte mit Peters folgten.

## Ausstellungen
- 1997: junger westen, Kunsthalle Recklinghausen
- 1998: Tuschefluss, artothek Köln
- 1999: prima vista, Deutsche Akademie Rom Villa Massimo, mit Carl Vetter
- 1999: Heimspiel, Kunstverein Arnsberg
- 2001: lineare areale, Galerie Barbara Cramer, Bonn
- 2002: Im Museum, Junge Kunst, Wolfsburg
- 2002: Die Weissenhofer – looppool, Kunsthalle Erfurt
- 2002: In anderen Sprachen, Kunsthalle Recklinghausen
- 2003: Kunst über Kunst, Galerie Böer, Hannover
- 2004: Menschen im Museum, Graphikmuseum Pablo Picasso Münster, mit Arbeiten von Barbara Klemm und Honoré Daumier
- 2005: Die Weissenhofer - mobile immobile, Mannheimer Kunstverein
- 2005: Matthias Beckmann. Vor Ort gezeichnet. Abguss-Sammlung Antiker Plastik, Berlin
- 2006: Ehrenfelder, Emmanuel Walderdorff Galerie, Köln
- 2006: Westfälische Kulturarbeit, Westfälisches Landesmuseum, Münster
- 2007: Stedelijk Museum voor Actuele Kunst (S.M.A.K.), Gent
- 2007: Lassen Sie sich nicht stören, ich möchte nur ein bisschen zeichnen, Museum für Kommunikation Berlin
- 2007: Räume der Politik, Deutscher Bundestag, Berlin, mit Oliver Heissner und Lars Peter
- 2007: Weickmanns Wunderkammer, Ulmer Museum, mit Candida Höfer und Georges Adéagbo
- 2007: 0,5 2B – Haus Kemnade, Kunstverein Bochum
- 2008: Aura und Alltag, Emmanuel Walderdorff Galerie, Köln
- 2009: perpetuum / Keine Tricks, Sakamoto Contemporary, Berlin, mit Aline Helmcke
- 2009: Raum, Blicke. Die Berlinische Galerie in Zeichnungen, Berlinische Galerie, Berlin
- 2010: /+\=X, serial works studio, Kapstadt
- 2014:  MO Schaufenster # 09: Herr Beckmann zeichnet, Museum Ostwall im Dortmunder U, Dortmund
- 2018: DIE GESTE Meisterwerke aus der Sammlung Peter und Irene Ludwig, Ludwig Galerie Schloss Oberhausen

## Öffentliche Sammlungen
- Kunstmuseum Albstadt
- Berlinische Galerie, Landesmuseum für Moderne Kunst, Fotografie und Architektur
- Artothek des Neuen Berliner Kunstvereins, Berlin
- Kunstsammlung des Deutschen Bundestages, Berlin
- Museum für Kommunikation, Berlin
- Stiftung Stadtmuseum, Berlin
- Kunstmuseum Bonn
- Kunsthalle Bremen
- Museum am Ostwall Dortmund
- museum kunst palast, Düsseldorf
- Wilhelm Lehmbruck Museum, Duisburg
- Stiftung Schloss Friedenstein, Gotha
- Teylors Museum, Haarlem, Niederlande
- Stadtkölnischer Kunstbesitz, Köln
- artothek des Kölnischen Stadtmuseum, Köln
- Ludwig Galerie Schloss Oberhausen
- Städtische Galerie, Paderborn
- Columbus Art Foundation, Ravensburg
- Johanniterkirche, Sammlung Würth, Schwäbisch Hall
- Ulmer Museum
- Von der Heydt-Museum, Wuppertal

## Veröffentlichungen (Auswahl)
- Zeichnungen. Text: Franz Joseph van der Grinten, Staatliche Akademie der Bildenden Künste Stuttgart, 1995
- Tuschefluss. Text: Ingrid Leonie Severin, artothek Köln, 1998
- Heimspiel. Texte: Stephan Berg, Christoph Peters, Kunstverein Arnsberg, 1999
- Kunstmuseum Bonn. Text: Christoph Schreier, Kunstmuseum Bonn, 2002
- Im Von der Heydt-Museum. Text: Sabine Fehlemann, Von der Heydt-Museum, Wuppertal 2002
- Kirchen. Texte: Beatrice Lavarini, Thomas Sternberg, Deutsche Gesellschaft für christliche Kunst, München 2004
- Matthias Beckmann. Text: Philippe van Cauteren, S.M.A.K., Gent 2007
- Zeichenraum Wunderkammer. Texte: Ursula Reinhardt, Thomas Müller-Bahlke, Gabriele Beßler, Ulm 2007
- Einzug der Alten Meister. Text: Christoph Peters, Swiridoff Verlag, Künzelsau 2008
- Raum, Blicke. Die Berlinische Galerie in Zeichnungen. Text: Freya Mülhaupt, Berlinische Galerie, Landesmuseum für Moderne Kunst, Fotografie und Architektur, 2009
- Vor dem Umbau – Ein gezeichneter Streifzug durch das Hessische Landesmuseum Darmstadt. mit einer Erzählung von Christoph Peters, Galerie Netuschil, Darmstadt 2009
- Christoph Peters: Minga verzaubert die Welt. Bilder von Matthias Beckmann, Luchterhand, München 2009
- Christoph Peters: Einschreiben Aufzeichnen. Mit Zeichnungen von Matthias Beckmann, Matthes & Seitz, Berlin 2013